# Liste der Langlaufloipen in Rheinland-Pfalz
Die Liste der Langlaufloipen in Rheinland-Pfalz enthält Loipen im deutschen Bundesland Rheinland-Pfalz. Solche befinden sich im Westerwald, in der Eifel und im Hunsrück sowie bei Zweibrücken.

## Offizielle Loipen
Hier werden Loipen aufgeführt, die von einem Verein, einer staatlichen Organisation oder einer Firma regelmäßig betrieben werden oder wurden.
| Langlaufgebiet                                              | Bezeichnung                                                     | Region     | Klassisch (km) | Skating (km) | Betreiber                              | Betrieben bis |
| ----------------------------------------------------------- | --------------------------------------------------------------- | ---------- | -------------- | ------------ | -------------------------------------- | ------------- |
| Wintersportgebiet Schwarzer Mann bei Prüm                   |                                                                 | Eifel      | 10             |              |                                        |               |
| Skigebiet Wolfsschlucht bei Prüm                            |                                                                 | Eifel      | 1,5            |              |                                        |               |
| Skigebiet Wolfsschlucht bei Prüm                            |                                                                 | Eifel      | 3,7            |              |                                        |               |
| Skigebiet Wolfsschlucht bei Prüm                            |                                                                 | Eifel      | 6              |              |                                        |               |
| Skilanglaufzentrum Ernstberg bei Daun                       | Loipe 1 „Wachtberg“                                             | Eifel      | 0,8            | 0,8          | Skilanglaufverein Ernstberg            | 2021          |
| Skilanglaufzentrum Ernstberg                                | Loipe 2 „Ernstberg“                                             | Eifel      | 2,8            |              | Skilanglaufverein Ernstberg            | 2021          |
| Skilanglaufzentrum Ernstberg                                | Loipe 3 „Ernstberg“                                             | Eifel      | 2,2            | 2,2          | Skilanglaufverein Ernstberg            | 2021          |
| Skilanglaufzentrum Ernstberg                                | Loipe 4 „Wachtberg“                                             | Eifel      | 3,3            |              | Skilanglaufverein Ernstberg            | 2021          |
| Skilanglaufzentrum Ernstberg                                | Loipe Z „Zentral-Loipe“                                         | Eifel      | 2,9            | 2,9          | Skilanglaufverein Ernstberg            | 2021          |
| Hohe Acht in Jammelshofen bei Kaltenborn                    | Lützel-Acht 5 km                                                | Eifel      | 5              |              | Gemeinde Kaltenborn                    | 2021          |
| Hohe Acht in Jammelshofen bei Kaltenborn                    | Lützel-Acht 4 km                                                | Eifel      | 4              |              | Gemeinde Kaltenborn                    | 2021          |
| Hohe Acht in Jammelshofen bei Kaltenborn                    | Lützel-Acht 3 km                                                | Eifel      | 3              |              | Gemeinde Kaltenborn                    | 2021          |
| Wintersportzentrum Erbeskopf bei Thalfang                   | Hochwaldloipe Erbeskopf, auch Erbeskopf-Loipe                   | Hunsrück   | 6 und 8        | 8            | Verbandsgemeinde Thalfang am Erbeskopf | 2021          |
| Hermeskeil                                                  | Die Loipe                                                       | Hunsrück   | 3,3            |              | Skiclub Hermeskeil                     | 2021          |
| Hermeskeil                                                  | Schöne Aussicht – rot                                           | Hunsrück   | 10             |              |                                        |               |
| Hermeskeil                                                  | Schöne Aussicht – grün                                          | Hunsrück   | 6              |              |                                        |               |
| Hermeskeil                                                  | Adrian                                                          | Hunsrück   | 3              |              |                                        |               |
| Hermeskeil                                                  | Forstelbach                                                     | Hunsrück   |                |              |                                        |               |
| Laubach                                                     | Langlauf-Loipe                                                  | Hunsrück   | 5              |              | Gemeinde Laubach                       |               |
| Morbach                                                     | Kahlheid                                                        | Hunsrück   | 8,8            |              | Gemeinde Morbach                       | 2021          |
| Morbach                                                     | Graues Kreuz                                                    | Hunsrück   | 15,5           |              | Gemeinde Morbach                       | vor 2018      |
| Morbach                                                     | Schinderhannes                                                  | Hunsrück   | 12,9           |              | Gemeinde Morbach                       | vor 2018      |
| Kell am See                                                 | Große Rundtour                                                  | Hunsrück   | 8              |              | Freizeitpark Landal Hochwald           |               |
| Kell am See                                                 | Kleine Rundtour                                                 | Hunsrück   | 4,5            |              | Freizeitpark Landal Hochwald           |               |
| Kell am See                                                 | Mittlere Rundtour                                               | Hunsrück   | 6,5            |              | Freizeitpark Landal Hochwald           |               |
| Bad Marienberg                                              | Am Fernsehturm                                                  | Westerwald | 3,5            |              |                                        |               |
| Bad Marienberg                                              | Wildpark-Loipe                                                  | Westerwald | 4              |              |                                        |               |
| Bad Marienberg                                              | Verbindungsloipe zum Nisterberger Loipennetz                    | Westerwald | 3, 7 und 12    |              |                                        |               |
| Bad Marienberg                                              | Westerwald Loipe                                                | Westerwald | 35             |              |                                        |               |
| Skilanglaufzentrum „Stirnskopf“ Emmerzhausen                | Rote Loipe                                                      | Westerwald | 4,66           | 4,66         | Skiverein Stegskopf Emmerzhausen       | 2021          |
| Skilanglaufzentrum „Stirnskopf“ Emmerzhausen                | Blaue Loipe                                                     | Westerwald | 2,93           | 2,93         | Skiverein Stegskopf Emmerzhausen       | 2021          |
| Rennerod                                                    | Rundstrecke Kronbach Talsperre                                  | Westerwald | 20             |              | Turnverein Rennerod                    | 2021          |
| Rennerod                                                    | Rundstrecke Wacholderheide                                      | Westerwald | 11             |              | Turnverein Rennerod                    | 2021          |
| Rennerod                                                    | Rundstrecke Kohlau                                              | Westerwald | 5              |              | Turnverein Rennerod                    | 2021          |
| Loipen rund um den Knoten                                   | Loipe Elz                                                       | Westerwald | 7              |              |                                        | 2021          |
| Loipen rund um den Knoten                                   | Loipe Wällerdenkmal                                             | Westerwald | 4              |              |                                        | 2021          |
| Liebenscheid                                                | Liebenscheid 14 km Rundloipe (gehört zur Westerwald Loipe)      | Westerwald | 14             |              |                                        | 2021          |
| Liebenscheid                                                | Liebenscheid 9,5 km Rundloipe                                   | Westerwald | 9,5            |              |                                        | 2021          |
| Liebenscheid                                                | Liebenscheid 4,5 km Rundloipe                                   | Westerwald | 4,5            |              |                                        | 2021          |
| Liebenscheid                                                | Anschluss Westerwald Loipe zur Fuchskaute                       | Westerwald |                |              |                                        | 2021          |
| Liebenscheid                                                | Anschluss Westerwald Loipe von Stein-Neukirch nach Liebenscheid | Westerwald |                |              |                                        | 2021          |
| Loipen rund um den Salzburger Kopf bei Stein-Neukirch       | Westerwald-Loipe                                                | Westerwald |                |              |                                        | 2021          |
| Loipen rund um den Salzburger Kopf bei Stein-Neukirch       | Salzburger Kopf                                                 | Westerwald |                |              |                                        | 2021          |
| Loipen im Kreis Neuwied Skilanglaufzentrum Rhein-Westerwald |                                                                 | Westerwald |                |              |                                        | 2021          |
| Loipen rund um den Salzburger Kopf bei Stein-Neukirch       | Anschluss Westerwald-Loipe Stein-Neukirch                       | Westerwald |                |              |                                        | 2021          |

## Inoffizielle Loipen
Hier werden Loipen aufgeführt, die nur unregelmäßig und/oder von Privatpersonen angelegt wurden. Voraussetzung für die Listung ist eine belegte offizielle Berichterstattung.

### 2021
- Der Zweibrücker Werner Baumann erstellte eine 1 km lange Loipe in Zweibrücken im Waldeinschnitt oberhalb der Fasaneriemauer, die viel Zuspruch fand.[20]